# فولتا كاتالونيا 1956
فولتا كاتالونيا 1956 (بالإسبانية: Volta a Cataluña 1956)‏ هو سباق دراجات هوائية، وهو الموسم رقم 36 من السباق، وأقيم خلال الفترة 2 سبتمبر 1956، وحتى 9 سبتمبر 1956.
فاز فيه بالمركز الأول  Aniceto Utset ‏، وبالمركز الثاني  Vicente Iturat ‏، وبالمركز الثالث  Francisco Masip ‏.

## الفائزون
| الترتيب | الفائز            |
| ------- | ----------------- |
| الفائز  | Anicet Utset ‏     |
| الثاني  | Vicente Iturat ‏   |
| الثالث  | Francesco Massip ‏ |